# Красота (Вологодская область)
Красота — посёлок в Бабушкинском районе Вологодской области.
Входит в состав Рослятинского сельского поселения, с точки зрения административно-территориального деления — в Рослятинский сельсовет.
Расстояние по автодороге до районного центра села имени Бабушкина составляет 73 км, до центра муниципального образования Рослятино — 4 км. Ближайшие населённые пункты — Дресвяново, Кожухово, Андреевское.
Население по данным переписи 2002 года — 186 человек (95 мужчин, 91 женщина). Преобладающая национальность — русские (99 %).